# Specie di Gnaphosidae
L'elenco esaustivo delle specie della famiglia di aracnidi Gnaphosidae è alquanto lungo.
Si è provveduto a dividerlo nella seguenti sottopagine:
- Per le specie incluse in generi che hanno per iniziale dalla lettera A alla lettera F: Specie di Gnaphosidae (A-F)
- Per le specie incluse in generi che hanno per iniziale dalla lettera G alla lettera O: Specie di Gnaphosidae (G-O)
- Per le specie incluse in generi che hanno per iniziale dalla lettera P alla lettera Z: Specie di Gnaphosidae (P-Z)